# Komștița, Sofia
Komștița (în bulgară Комщица) este un sat în comuna Godeci, regiunea Sofia,  Bulgaria. 

## Demografie
Componența etnică a satului Komștița
     Bulgari (100%)
     Nicio identificare (0%)
     Altele (0%)
La recensământul din 2011, populația satului Komștița era de 86 locuitori. Din punct de vedere etnic, toți locuitorii erau bulgari.